# Iulie 2001
Acest articol este generat integral pe baza informațiilor din articolul 2001 și este actualizat periodic de un robot.
 Editările făcute în articol vor fi șterse la următoarea actualizare! Dacă doriți să faceți modificări, editați articolul-sursă.

ianuarie -
februarie -
martie -
aprilie -
mai -
iunie -
iulie -
august -
septembrie -
octombrie -
noiembrie -
decembrie
Iulie 2001 a fost a șaptea lună a anului și a început într-o zi de duminică.

## Evenimente
- 2 iulie: Prima inimă artificială este implantată în corpul lui Robert Tools. Acesta moare în noiembrie, același an.
- 3 iulie: Un avion de pasageri, Vladivostok Air Flight 352, se prăbușește în Irkutsk, Rusia, ucigând 145 de persoane.
- 7 iulie: Protestele de la Bradford erup după ce în nordul Angliei, membri al Frontului Național au înjunghiat un asiatic în afara unui bar.
- 13 iulie: Comitetul Internațional Olimpic desemnează Beijing ca orașul-gazdǎ al Jocurilor Olimpice din 2008.
- 16 iulie: China și Rusia semnează tratatul Sino-Rusesc de prietenie și cooperare.
- 16 iulie: FBI îl aresteazǎ pe Dmitry Sklyarov la o convenție din Las Vegas, pentru încǎlcarea legii Digital Millennium Copyright Act.
- 18 iulie: În Baltimore, Maryland, are loc o deraiere de tren într-un tunel cu 60 de mașini.
- 20 iulie-22 iulie: La cel de-al 27-lea summit G8 de la Genova, Italia, au loc proteste masive organizate de mișcarea anti-globalizare. Un protestatar, Carlo Giuliani, este ucis de polițiști.
- 24 iulie: Atentatul de la aeriportul Bandaranaike, din Sri Lanka, produce pagube de 500 milioane de dolari.
- 24 iulie: Simeon de Saxa-Coburg-Goth, fostul țar al Bulgariei care a fost destituit când era mic copil, a fost ales democratic ca cel de-al 48-lea prim-ministru al Bulgariei.
- 25 iulie: Combinatul Siderurgic Galați este privatizat. Firma indiană LNM Holdings NV a plătit 70 de milioane de dolari pentru 92% din acțiuni, angajându-se să investească cel puțin 350 de milioane de dolari.

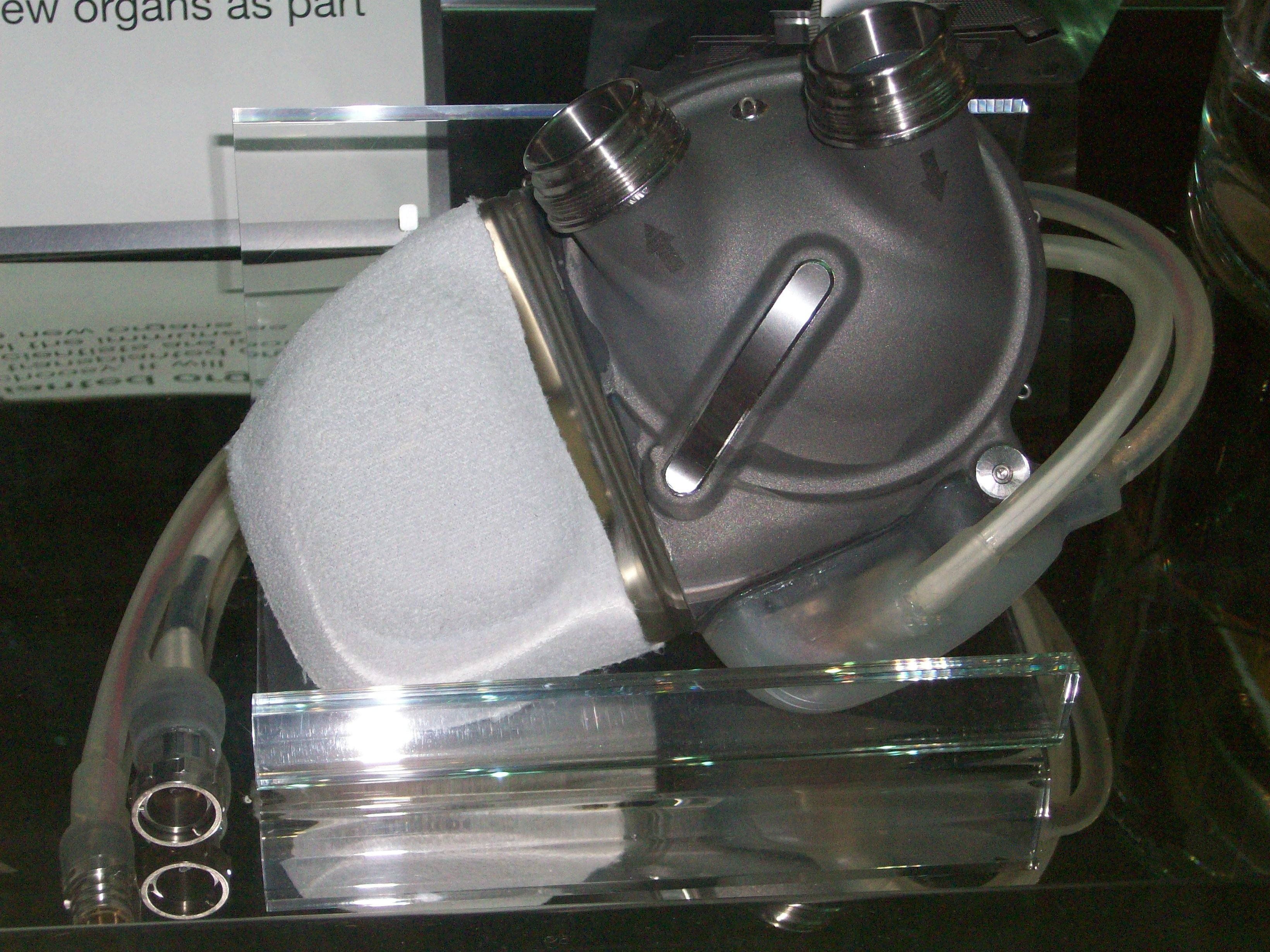
Inimă artificială
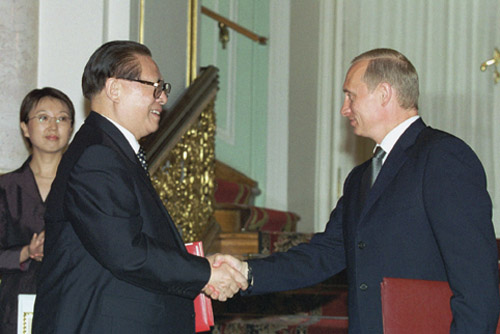
Putin și Jiang semnează Tratatul de prietenie și cooperare
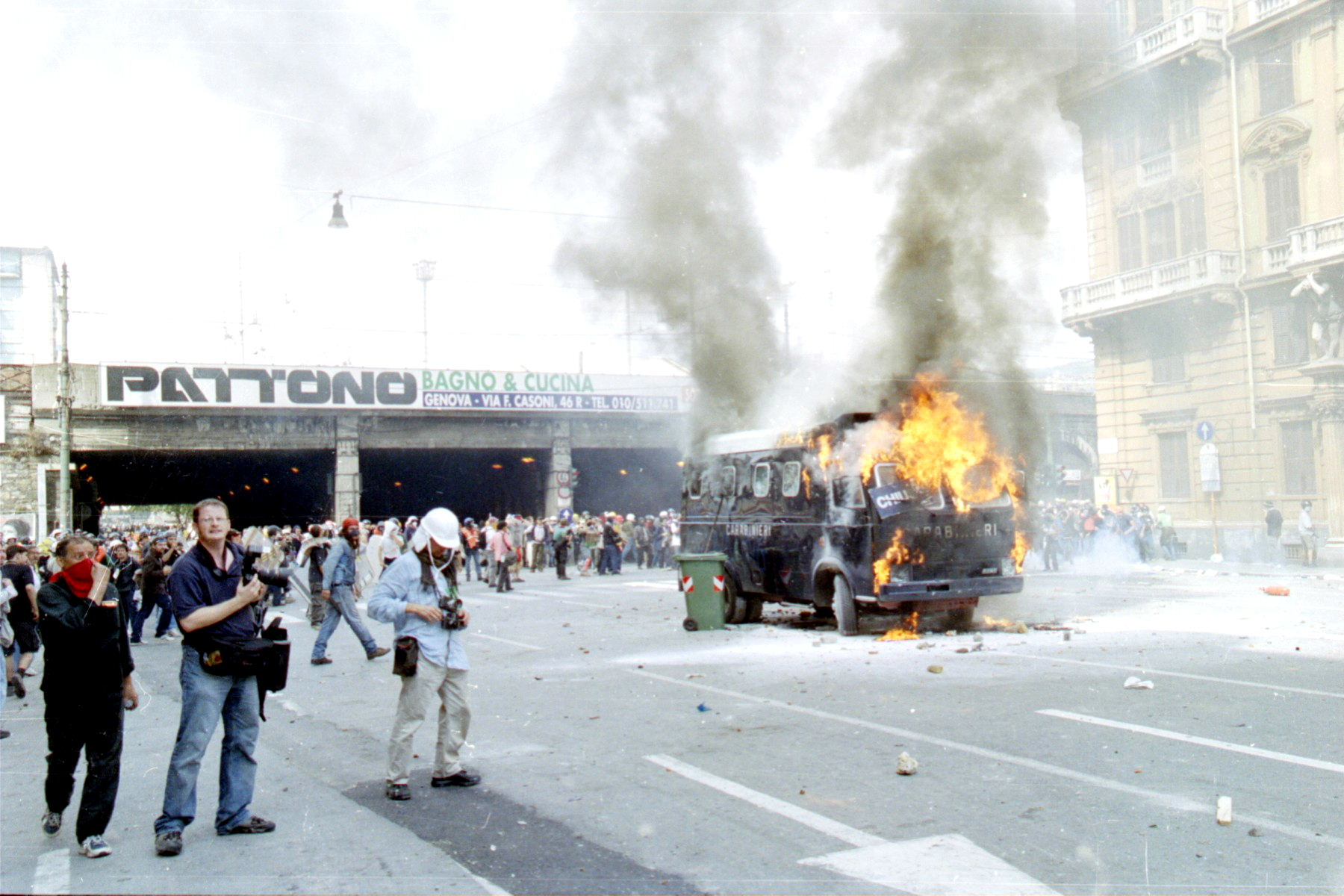
Summitul G8 din 2001
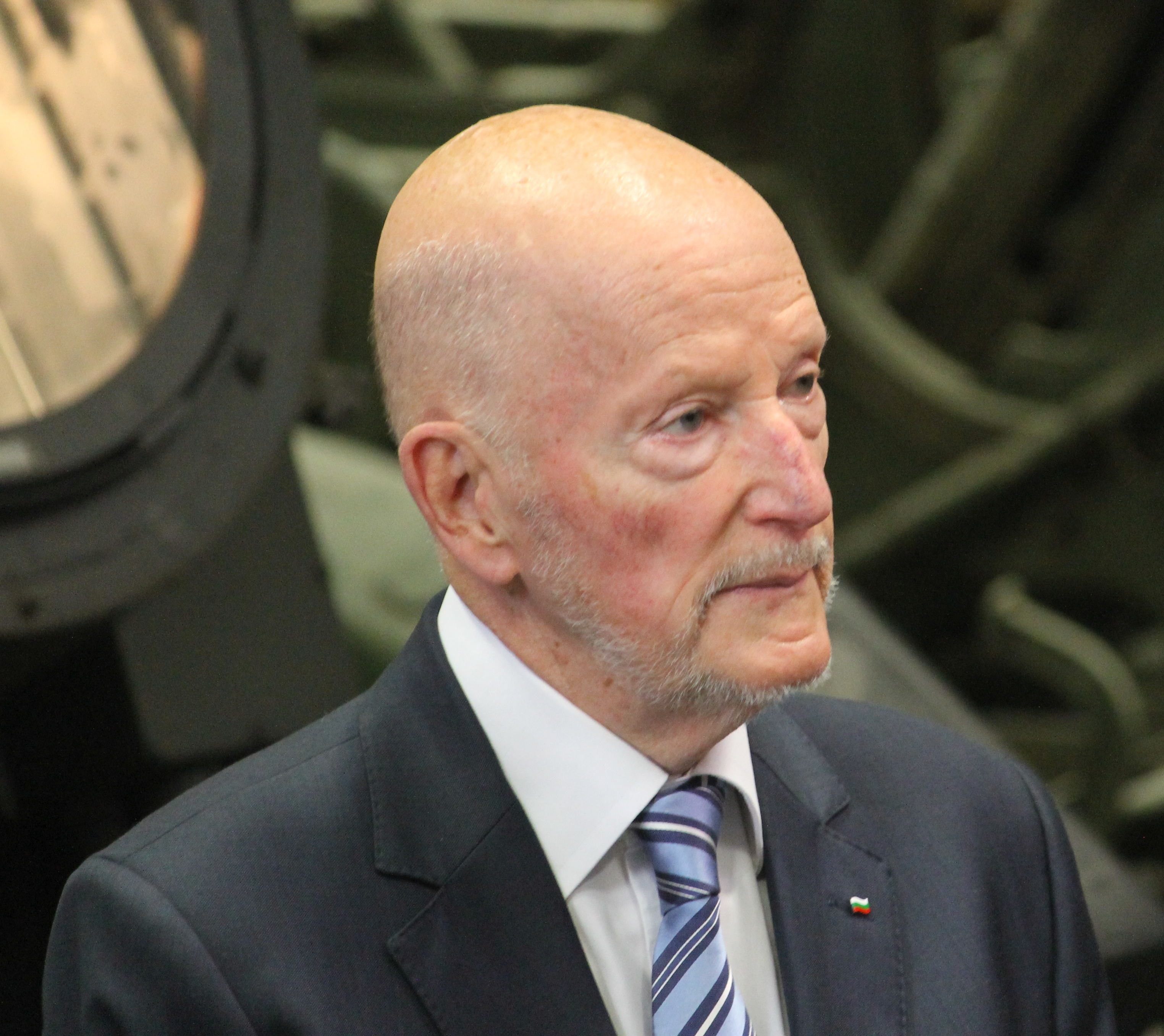
Noul premier al Bulgariei, fostul țar al Bulgariei, Simeon Saxe-Coburg-Gotha

## Nașteri
- 2 iulie: Abraham Attah, actor ghanez
- 8 iulie: Yang Peiyi, cântăreață chineză
- 10 iulie: Isabela Moner, actriță și cântăreață americană
- 22 iulie: Alisha Newton, actriță canadiană

## Decese
- 1 iulie: Nikolai Basov, fizician sovietic (n. 1922)
- 12 iulie: Jan Zdrojewski, actor polonez (n. 1933)
- 15 iulie: Marina Știrbei, aviatoare română (n. 1912)
- 22 iulie: Indro Montanelli, jurnalist, scriitor, istoric si scenarist italian (n. 1909)
- 22 iulie: Miklós Mészöly, scriitor maghiar (n. 1921)
- 27 iulie: Aida Moga, cântăreață română (n. 1926)
- 29 iulie: Edward Gierek, 88 ani, politician polonez (n. 1913)
- 31 iulie: Poul Anderson (Poul William Anderson), 74 ani, autor american (n. 1926)
- 31 iulie: Francisco da Costa Gomes, 87 ani, președinte al Portugaliei (1974-1976), (n. 1914)